# Csácsó
Csácsó (szlovákul: Čáčov) Szenice városrésze, egykor önálló község Szlovákiában, a Nagyszombati kerület Szenicei járásában.

## Fekvése
Szenice központjától 2 km-re nyugatra fekszik.

## Története
Vályi András szerint "CSACSO. Tót falu Nyitra Vármegyében, földes Ura Gróf Amade Uraság, ’s más Nemesek is, lakosai katolikusok, fekszik Szenitztől fél mértföldnyire, mivel réttye, és földgye első Osztálybéli, szőlő hegye termékeny, fája tűzre, és épűletre van, legelője elegendő, piatzozása Szenitzen, malma szomszédságban lévén, méltán első Osztálybéli."
Fényes Elek szerint " Csácsó, tót falu, Nyitra vgyében, Szénásfalu mellett: a Miava vizénél. Táplál 235 kath., 633 evang., 62 zsidó lak. Földe hegyes, homokos, és jól mivelt; rétei kétszer kaszálhatók. Erdő. A berencsi uradalomhoz tartozik. Ut. p. Holics."

Nyitra vármegye monográfiája szerint "Csácsó, nagy tót falu Szenicz mellett, ettől nyugotra. Lakosainak száma 1011. Vallásukra nézve 250 r. kath., 693 ág. evangelikus. Postája van, táviró- és vasúti állomása Szenicz. A XVI. században „Csecsó” (Chechó) név alatt említik. R. kath. temploma 1600 körül épült és mögötte terül el a község régi temetője. Az ág. ev. templomot 1864-ben emelték. Földesura a Thomka család volt. Itt van Zmertich Iván orsz. képv. régi nemesi kuriája is."

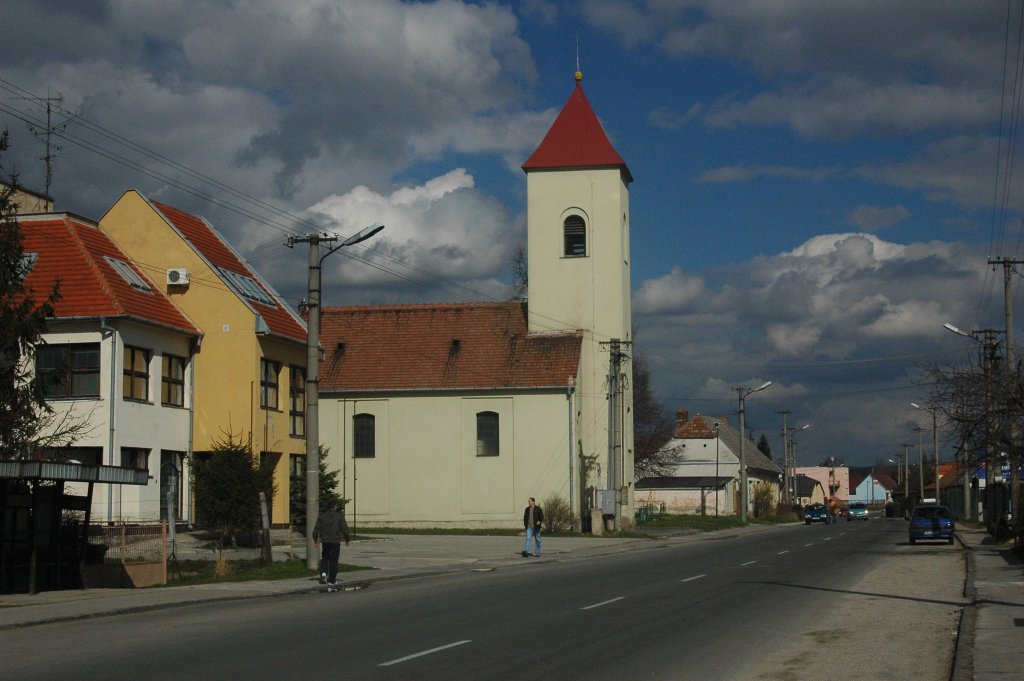
Csácsó római katolikus temploma
.

Népviseletét Jankó János is külön megemlíti "A millenniumi falu terve" című kéziratában, melyet Nyitra vármegye közgyűlési termét díszítő képgyűjtemény részeként látott Kovács Gyulával együtt, s azt javasolták a milleneumi kiállításon is bemutatni. De jure 1920-ig Nyitra vármegye Szenicei járásához tartozott, de a vármegyerendszert Csehszlovákiában csak később számolták fel.

## Népessége
Népviseletét Löger Gusztáv (1899) is megörökítette.
1910-ben 1007, túlnyomórészt szlovák lakosa volt.

## Nevezetességei
- Római katolikus temploma 1600 körül épült.
- Evangélikus temploma 1864-ben épült.